# Binyamin Ben Eliezer
Binyamin Ben Eliezer, cunoscut și sub numele Fuad (în ebraică בנימין בן אליעזר; n. 12 februarie 1936, Basra, Irak – d. 28 august 2016, Tel Aviv, Israel) a fost un general și om politic social-democrat israelian, evreu originar din Irak.
S-a distins, între altele, în Războiul de Șase Zile, iar după terminarea serviciului militar ca general de brigadă (tat-aluf) a fost un timp Coordonatorul acțiunilor guvernului israelian în Teritoriile controlate de Israel. Între anii 1984-2014 a fost deputat în Knesset, la început din partea unor partide mici, cu colorit sectorial (ale evreilor orientali) , apoi din partea Partidului Muncii. A făcut parte din guverne ale Israelului ca ministru al locuințelor și construcțiilor, ca ministru al telecomunicațiilor și viceprim-ministru (1999-2001), ministru al infrastructurii naționale și ministru al industriei, comerțului și plasării brațelor de muncă. 
Între anii 2001-2002 a fost președintele Partidului Muncii, iar în anii 2001-2003 a fost ministrul apărării în cabinetul lui Ariel Sharon, timp în care a fost confruntat cu combaterea terorismului palestinian al Intifadei Al-Aqsa lansat de organizațiile Hamas și Al Fatah. 
În anul 2014 Ben Eliezer a fost candidatul Partidului Muncii la președinția Israelului, candidatură pe care a trebuit să și-o retragă cu câteva zile înainte de alegeri din cauza unei anchete de poliție, la sfârșitul căreia a fost acuzat de delicte de mită și fraudă.    

## Biografie
Binyamin Ben Eliezer s-a născut sub numele Fuad Elazar în 1936 în Irak ca fiu cel mare al lui Salah Elazar  și al soției acestuia, Farha, evrei bine situați din Basra. În anii 1948-1950 când situația evreilor din Irak s-a înrăutățit simțitor în urma participării Irakului la războiul împotriva evreilor din Palestina și a Statului Israel pe care l-au înființat, în anul 1950 familia a hotărât ca fiul, Fuad, de 13 ani, să plece singur în Israel cu un grup de evrei. Niște contrabandiști i-au ajutat să treacă fluviul Shatt al Arab și să ajungă pe țărmul iranian. Pe drum a suportat din partea lor bătăi și era să-și piardă viața când barca s-a oprit într-o mlaștină, dar a fost salvat de un necunoscut.  A ajuns pe jos in orașul Ahwaz, iar apoi  a plecat, dupa sfatul mamei sale, la Teheran unde locuia o mătușă, care a i-a trantit, însă ușa în față. A stat într-un lagăr de refugiați lânga Teheran, iar după o lună și jumătate a ajuns cu un avion de emigranți evrei în Israel. După o scurtă ședere în tabara de emigranți de la Shaar Haaliya, lângă Haifa, Ben Eliezer a fost primit de o familie din kibuțul Merhavim, care l-a luat sub oblăduirea ei. Aici i-a fost schimbat numele Fuad în numele ebraic Binyamin (Beniamin) 
În 1952 au emigrat în Israel și părinții și cele două surori ale sale. Când kibuțul a refuzat să-i primească familia, Ben Eliezer a preferat să locuiască cu ai săi în condiții cu mult mai precare, într-o tabără de corturi din Pardesia, lângă Netanya. Acolo a lucrat ca muncitor într-o fabrică de ceasuri iar seara a învățat. 
La 18 ani el s-a înrolat în Brigada Golani, a făcut cursuri de ofițeri de infanterie, și, rămânând în armata permanentă a servit vreme de zece ani, urcand in ierarhia militară. A făcut parte în posturi de comandă din unități de elită și de luptători din rândurile druzilor, cerkezilor și beduinilor, îar in Războiul din Sinai din 1956 a luptat în fruntea unui batalion din Brigada 11.  Apoi a fost instructor la un curs de ofițeri și ofițer de operațiuni al regimentului 13 sub comanda lui Zeev Shaham. A devenit apoi comandant adjunct al Comandoului Shaked, iar în Războiul de Șase Zile a fost comandantul acestuia, participând la luptele de pe axa centrală a Peninsulei Sinai.
În cursul Războiului de uzură din 1967-1970, în 1968 a fost rănit de gloanțele unor luptători palestineni din organizația „Fatah”, în timpul unei descinderi aeropurtate a comandoului Shaked în Iordania.
A decedat în 2016 la Spitalul Suraski (Ikhilov) din Tel Aviv.